# Жеє (Домжале)
Жеє (словен. Žeje) — поселення в общині Домжале, Осреднєсловенський регіон, Словенія. 
Висота над рівнем моря: 460,4 м.